# Terhole
Terhole (soms ook gespeld als: Ter Hole) is een dorp in de gemeente Hulst, in de Nederlandse provincie Zeeland. Het dorp heeft 470 inwoners (2023) en behoorde voor de gemeentelijke herindeling vanaf 2003 tot de gemeente Hontenisse.
In de omgeving van Terhole vonden in de dertiende eeuw ontginningen plaats in de toenmalige Hulsterse Moeren, ten behoeve van de moernering. Het dorp Terhole ontstond begin twintigste eeuw aan de doorgaande weg (tot 2007 de N60, nu N689 en N290) van de veerhaven (Walsoorden en later Perkpolder) naar Hulst en verder.

## Bezienswaardigheden

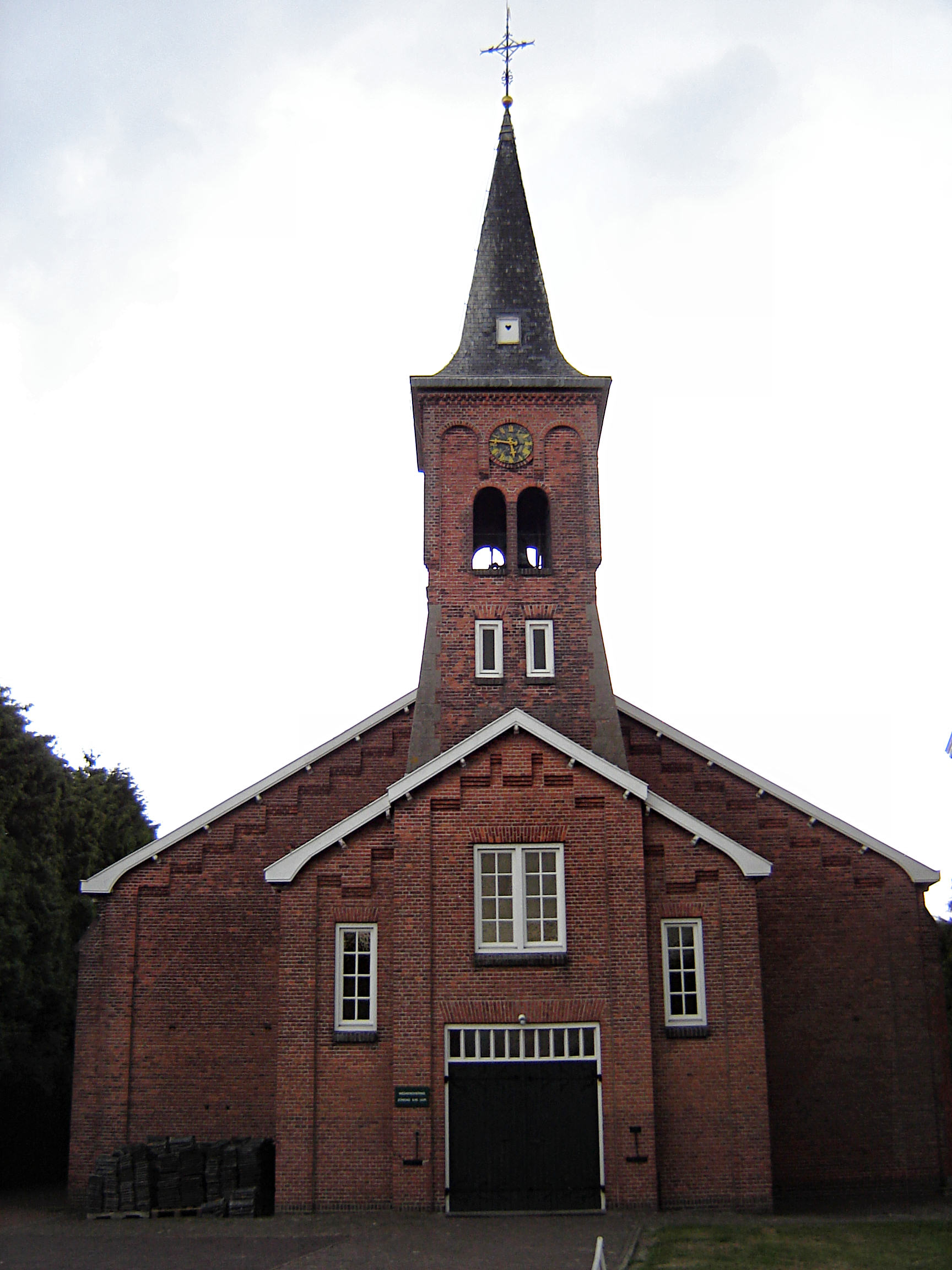
Heilige Gerardus Majellakerk

- De Gerardus Majellakerk aan Notendijk 5 was bedoeld als noodkerk en werd ontworpen door Jacques van Groenendael. De kerk werd ingewijd in 1921, maar ze is nooit door een definitief gebouw vervangen. Het is een eenvoudig bakstenen zaalkerkje met een geveltoren boven de ingangspartij. Het aantal mensen dat sinds de jaren zeventig de kerk bezocht liep erg terug; er kwamen steeds minder activiteiten in het gebouw. Na de parochiale herindeling in 2015 kwam de parochie van Ter Hole onder "Maria, Sterre der zee". Begin 2016 is het kerkgebouw aan de eredienst onttrokken.
- Boerderij Hulsterweg 179, uit 1905.
- Herenhuis Hulsterweg 146, uit 1906, in neorenaissancestijl. Het is de voormalige woning van een veearts.
- Voormalige pastorie naast de kerk, Notendijk 7. Dit gebouw dateert uit 1920 en is ontworpen door de architect Colsen. Sinds 1972 is ze in particulier bezit; ca. 1990 is er een antiquariaat in gevestigd.

## Geschiedenis
Terhole stond vanouds bekend onder de naam Brandershole. Dat kwam omdat er in zoutziederijen veen werd verbrand ten behoeve van de zoutnering. In de dertiende en veertiende eeuw was de ‘selnering’ van economisch groot belang. Het was in die tijd het belangrijkste handelsproduct dat vanuit Hulst werd verscheept.
De opkomst van het dorpje, dat tot in de negentiende eeuw werd beschreven als een gehucht, is vooral te danken aan de ligging in de buurt van de uithof van de Abdij Van Boudelo. Deze grote monnikenboerderij lag namelijk dichter bij Terhole dan bij Lamswaarde, terwijl het daar in geschriften vaak onder wordt gerangschikt.
Het in de dertiende eeuw reeds bekende gehucht, had zwaar te lijden onder de inundaties in de Tachtigjarige Oorlog. Nadat de dijken in 1615 waren gedicht, groeide het uit tot een dorp, dat op het hoogtepunt circa 1.000 inwoners telde.
Terhole ligt aan de weg tussen Perkpolder en Hulst en had daardoor zwaar te lijden onder de verkeersoverlast. Daar kwam in 2003 een einde aan bij de opheffing van de Veerdienst Perkpolder-Kruiningen. De opening van een rondweg in 2004, zorgde ervoor dat het nog rustiger werd. Het gebied achter Terhole bij de Molenhoek, de Notendijk, het Mispad en de Roversberg onder Lamswaarde, is bijzonder aantrekkelijk voor fietstoeristen.
Terhole telde in 1840 186 inwoners, in 1980 505 en in 2010 523. Het dorp is nooit een zelfstandige gemeente geweest. Het behoorde tot de gemeente Hontenisse alvorens Terhole in 2003 onder de gemeente Hulst ging ressorteren. Recenter kampt het dorp met leegloop, met vergrijzing tot gevolg. De basisschool van het dorp is in 2013 gesloten omdat het aantal leerlingen onder de zogeheten opheffingsnorm van 23 leerlingen was gekomen. Hiermee kwam een einde aan 150 jaar basisonderwijs in Terhole.

### Rooms-Katholieke Kerk
De bevolking, tot voor kort vrijwel uitsluitend bestaande uit rooms-katholieken, kerkte eeuwenlang in Hulst, Lamswaarde of Stoppeldijk. Herhaalde verzoeken om een eigen kerkgebouw te mogen stichten, werden in 1919 eindelijk gehonoreerd. In 1920 werd Terhole een zelfstandige parochie.
Grootse plannen werden gesmeed voor het bouwen van een kloeke pastorie en een forse kerk. De pastorie kwam er, maar het tweede doel bleek financieel niet haalbaar te zijn. Zodoende kreeg Terhole in 1921 een eenvoudig bedehuis, dat de status kreeg van hulpkerk. Deze werd gewijd aan Gerardus Majella. Deze in de buurt van Napels opererende volksheilige (1726-1755), was tijdens de stichting van de kerk bijzonder populair. Paus Leo XIII verklaarde hem in 1893 zalig, waarna Paus Pius X Majella in 1904 heilig verklaarde. Tot ver in de twintigste eeuw trok de kerk van Ter Hole jaarlijks bij het patroonsfeest op 16 oktober bedevaartgangers uit de wijde omtrek. Gerardus is schutspatroon van kinderen en zwangere vrouwen.
Ondertussen is de kerk gesloten en werd ze in 2018 verkocht.

## Verkeer
Direct ten noorden van Terhole komt provinciale weg N290 uit op provinciale weg N689 (Terhole - Perkpolder). Het drukke verkeer over de weg, die vlak langs de huizen loopt, heeft Terhole altijd veel overlast bezorgd, maar sinds de opening van de Westerscheldetunnel en het wegvallen van de veerdienst Kruiningen - Perkpolder werd het wat rustiger. Bovendien is eind 2004 een rondweg geopend, die het verkeer westelijk langs het dorp leidt. Daarnaast wordt de bus langs het dorp geleid. Er is nu een klein bushokje bij het kruispunt van de N290 en de N689.

## Nabijgelegen kernen
Kuitaart, Hulst, Zaamslag, Vogelwaarde, Kloosterzande, Sint Jansteen,